# Kirat
Kirat eller Kirati, lejonfolket (Kira betyder "lejon" och ti betyder "folk") (även stavat som Kirant och Kiranti) är samlingsnamnet på en rad etniska grupper med ursprung i nordöstra Himalaya som idag lever i enklaver (byar och i städer) österut från Nepal till Indien och ner i Indokina till Burma. De var välutbildade i krigföring och var mycket skickliga skyttar. De anses ha kommit till Nepal och det som idag är den indiska provinsen Sikkim mellan 900 och 700 f.Kr, där de först tog makten över landet, men assimilerades med tiden av ursprungsbefolkningen. De ses som förfäder till dagens kirater: klanerna Kulung, Thulung och Yellung.

## Religion
Kirata eller Kirat Mundhum eller Kirati Mundhum är namnet på den religion som utvecklades under två dynastier med kiratiska kungar från 900 f.Kr. till 300 e.Kr. Det är en hinduistisk tro med inriktning på guden Shiva, men än idag finns inslag av animism, schamanism, dyrkan av förfäder och moder jord kvar i tron. Man dyrkade även ormar, träd, och stenar. Förutom hinduismen är buddhismen en större religion i Nepal, och buddhism en blomstrade under den klassiska kiratiska tiden.
Efter att Kirata fullt ut börjat accepteras som en självständig religion i samband med folkräkningarna i Nepal, anses andelen kirata-troende vara över 70 procent.
Mundhum eller "Kiranti Veda" (även känd som Peylan) är Kiratas mest vördade skrift i Nepal.